# 2. pismo Tesaloničanom
Drugo pismo Tesaloničanom je pismo apostola Pavla v Novi zavezi. Po izročilu je Pavel drugo pismo poslal kmalu po prvem (50–51), verjetno čez nekaj mesecev. Nekateri domnevajo, da je drugo pismo nastalo pred prvim (Palmisano 2022: 109).

## Nastanek
Danes je splošno sprejeto mnenje, da je drugo pismo Tesaloničanom devteropavlinsko pismo, kar pomeni, da ni avtentično oziroma ga ne moremo z gotovostjo pripisati apostolu Pavlu. Od 19. st. naprej je več raziskovalcev Nove zaveze skušalo dokazati, da to ni pristen Pavlov spis, ampak psevdoepigraf, ki pa je nastal precej pozneje. Pismo bi lahko napisal nekdo od Pavlovih učencev ali pa kakšen posnemovalec, ki ga je Pavel navdihnil pri slogu in vsebini, saj je pismo z literarnega vidika precej podobno prvemu pismu Tesaloničanom. Obstajajo tudi nekatere razlike, predvsem v eshatološkem nauku, vendar pa si pismi ne nasprotujeta, temveč dopolnjujeta (Palmisano 2022: 109).

## Vsebina

### Struktura
Literarno je velik del pisma je povzetek prvega pisma Tesaloničanom, razen odlomka, kjer Pavel razvija nauk, ki je značilen samo za drugo pismo Tesaloničanom (2,1–12). Obe pismi imata sicer vzporedno zgradbo, saj vsakemu odlomku in v istem zaporedju 1 Tes ustreza odlomek 2 Tes. Pavel v prvem pismu opozarja na možnost skorajšnjega nastopa Gospodovega dne in posledice, ki bodo zadele grešnike, v drugem pismu pa opisuje zapovrstnost obdobij človeške zgodovine pred razodetjem poveličanega Kristusa.
Pismo vsebuje tri poglavja, in sicer po uvodnem pozdravu (1,1–2) sledi zahvala Bogu (1,3–4). Osrednji del govori o drugem Kristusovem prihodu in pravilnem krščanskem vedenju (1,5–3,15). Teme, ki se tu pojavijo so: Božja nagrada in kazen, molitev za Tesolaničane, paruzija in njena znamenja, poziv k stanovitnosti in svarilo pred lenobo.

### Povzetek
V svojem bistvu je drugo pismo Tesaloničanom odgovor na težave v krščanski skupnosti. Ta je postala nestrpna, saj Gospodov dan ni nastopil tako hitro, kot so pričakovali, nekateri pa so se obnašali kot da je Gospodov dan že prišel. Sklicevali so se na napačno razumljeni nauk. Živeli pa so tudi neredno, zanemarjali so svoje vsakodnevne dolžnosti in v lenobi opuščali delo: „Kajti ko smo bili pri vas, smo vam dali tole navodilo: kdor noče delati naj tudi ne jé. Slišimo namreč, da nekateri med vami živijo neredno, da nič ne delajo, ampak begajo sem ter tja.“ (3,10–11).
Zaradi tega avtor natančno opiše vse, kar se bo zgodilo pred Gospodovim prihodom. Po uvodnem pozdravu in zahvali je potek poslednjih dogodkov v pismu povzet na naslednji način: Na tem svetu satan že deluje, saj so znamenja tega preganjanja, ki jih trpijo kristjani: „Tako se lahko ponašamo z vami po Božjih Cerkvah zaradi vaše stanovitnosti in vere v vseh preganjanjih in stiskah, ki jih prenašate.“ (1,4) Preden nastopi Gospodov dan, bo satan sebe razodel in se dal častiti: „Ta se bo uprl in se povzdignil nad vse, kar se imenuje Bog ali uživa Božje češčenje, tako da se bo celo usedel v Božje svetišče in se razkazoval, da je Bog.“ (2,4).
Svet je torej razdeljen na verne in brezbožne, vendar pa bo brezboštvo še večje, laž in krivica pa se bosta razširili, prišel bo čas apostazije: „Z vsakovrstnim krivičnim zapeljevanjem se bo predstavljal tistim, ki gredo v pogubo, ker niso sprejeli ljubezni do resnice, da bi bili rešeni“ (2,10). Kot največjo nevarnost avtor izpostavi blodnjavo: „Zato jim Bog pošilja delovanje blodnjave, da verjamejo laži: tako bodo obsojeni vsi, ki niso verjeli resnici, temveč so pritrjevali krivičnosti“ (2,11–12).
Kot zadnje dejanje eshatologije je dogodek Kristusovega prihoda in končna zmaga nad zlom: „In tedaj se bo razodel nepostavnež, ki ga bo Gospod Jezus usmrtil z dihom svojih ust in ga uničil z veličastjem svojega prihoda“ (2,8). Drugo pismo Tesaloničanom je vsekakor prvo pismo, ki obravnava eshatološka vprašanja na način apokaliptičnih predstav, ki bodo v krščanstvu prisotne vse do današnjega dne.
Avtor v drugem poglavja tudi spodbuja vernike k trdni veri ter jih opogumlja. Po pozivu k molitvi za širjenje evangelija sledi še opomin proti lenobi. Kot zgled postavi svoje življenje, ko je še bival v njihovi skupnosti. Vernike naslavlja z brati in jim svetuje, naj se nikoli ne naveličajo delati dobro. Povabi jih, da tudi med seboj delujejo pravično. Tistega, ki tem navodilom ni poslušen, naj zapostavijo v opomin, nikakor pa ga ne smejo imeti za sovražnika. Pismo se konča z blagoslovom in pozdravom.